# Маргинальная музыка
Маргинальная музыка (англ. outsider music — «аутсайдерская музыка», «музыка аутсайдеров», «музыка „вне сторон“») — термин, употребляющийся по отношению к музыке, исполняющейся самоучками, социальными маргиналами и аутсайдерами, стоящими в стороне от музыкальной индустрии и игнорирующими принятые в музыке стандарты (от отсутствия профессиональной подготовки или нежелания следовать общепринятым правилам), разновидность маргинального искусства. Исполнители маргинальной музыки редко добиваются общественного признания; тем не менее некоторые из них вольно или невольно приобрели определенную известность — таковы, например, вокалистка Флоренс Фостер Дженкинс, The Shaggs, «открытая» Фрэнком Заппой девичья группа из США, выпустившая в 1969 г. альбом, состоявший из нестройно сыгранных, бесструктурных, лишенных нормальных мелодий и ритмов песен, страдающий маниакально-депрессивным психозом lo-fi-музыкант Дэниэл Джонстон и т. д. Некоторые причисляют к «маргинальной музыке» и работы таких вполне профессиональных исполнителей, как Капитан Бифхарт и The Residents, объясняя это «нестандартностью» и «маргинальностью» музыкального материала.

## Известные представители
- The Shaggs[1]
- Сид Барретт[2], основатель рок-группы Pink Floyd, вынужденный уйти из группы в связи с психическим расстройством и после этого записавший два сольных альбома
- GG Allin, один из самых скандальных музыкантов в истории рок-музыки, оставивший после себя огромное количество альбомов, большинство которых выходило уже после его смерти.
- Чарльз Мэнсон, выпустивший после ареста «самодельный» альбом Lie: The Love and Terror Cult
- Лючия Памела[англ.][3], автор альбома Into Outer Space With Lucia Pamela, повестовавшего о её собственных странствиях по галактике, и тематической книжки-раскраски «Into Outer Space with Lucia Pamela in the Year 2000»
- Jandek, анонимный автор-исполнитель из Техаса, записавший более 60 альбомов, состоящих из во многом бесструктурных, хаотичных песен, исполненных на расстроенных или нестандартно настроенных инструментах
- Уэсли Уиллис, страдавший от шизофрении рок-музыкант, утверждавший, что занятия музыкой позволяли ему перебороть голоса демонов в своей голове
- Дэниэл Джонстон[2]
- Buckethead, метал-гитарист, прославившийся своим эксцентричным поведением
- Капитан Бифхарт
- Wild Man Fischer[англ.]
- Скип Спенс[2], участник группы Moby Grape, проходивший лечение в психиатрической клинике с диагнозом шизофрения[4] и записавший один сольный альбом Oar[англ.], признанный специалистами классическим образцом психоделического фолка
- Флоренс Фостер Дженкинс
- Anna-Lisa Ingemanson [5], шведская певица и ведущая телевизионного шоу с белым пуделем, которое называли "самым ужасным шоу в Швеции". Выпустила несколько миньонов и диск-гигант.

## Songs in the Key of Z
Songs in the Key of Z: the Curious Universe of Outsider Music — известный альбом-компиляция, составленный и изданный музыкальным журналистом Ирвином Часидом, автором термина outsider music («музыка аутсайдеров»). На сборник вошли песни как относительно прославленных «маргинальных» музыкантов (The Shaggs, Jandek, Дэниэл Джонстон), так и фактически неизвестных.